# Orphelinats roumains des années 1980
Les orphelins sont devenu un phénomène courant en Roumanie des années 1980 et 1990 en conséquence de la politique nataliste de Nicolae Ceaușescu. Son efficacité a conduit à une augmentation des taux de natalité au détriment d’une planification familiale adéquate et des droits reproductifs. Ses conséquences se sont fait le plus sentir avec l’effondrement du filet de sécurité sociale du régime pendant la période d’austérité roumaine des années 1980 (en), qui a conduit à une négligence institutionnelle généralisée des besoins des orphelins, avec de graves conséquences sur leur santé (on parle de taux élevés d’infection par le VIH chez les enfants) et sur leur bien-être. Une série d’interventions internationales et gouvernementales ont eu lieu depuis les années 1990 pour améliorer les conditions dans les orphelinats et réformer le système de protection de l’enfance du pays.

## Contexte

### Politique nataliste
Sous Nicolae Ceaușescu, l'avortement et la contraception étaient interdits. Ceaușescu croyait que la croissance démographique entraînerait une croissance économique. En octobre 1966 est promulgué le décret 770, qui interdit l'avortement, sauf dans les cas où la mère avait plus de quarante ans ou avait déjà quatre enfants à charge. Les taux de natalité ont particulièrement augmenté au cours des années 1967, 1968 et 1969. En 1977, les couples sans enfants devaient payer des taxes supplémentaires.
Les enfants nés au cours de ces années sont communément appelés decreței, du diminutif du mot roumain « decret », qui signifie « décret ». Cette augmentation du nombre de naissances a entraîné l’abandon de nombreux enfants dans des orphelinats, qui étaient également occupés par des personnes handicapées et souffrant de maladies mentales. Ensemble, ces groupes vulnérables ont été soumis à divers mauvais traitements tels qu'une négligence institutionnalisée, des abus physiques et sexuels, et la consommation de drogues pour contrôler leur comportement.
La consule américaine à Bucarest de 1987 à 1991, Virginia Carson Young, a noté que beaucoup de ces enfants n'étaient pas réellement orphelins, mais étaient en fait des enfants dont les parents n'avaient pas les moyens de soutenir des familles aussi nombreuses, et qui avaient placé leurs enfants dans des orphelinats, souvent avec l’intention de les récupérer plus tard.

## Conditions dans les orphelinats
Les conditions de vie dans les orphelinats se sont dégradées après 1982, à la suite de la décision de Ceauşescu de saisir une grande partie de la production économique du pays afin de rembourser sa dette extérieure.
Bien que les conditions aient différé d'un orphelinat à l'autre, les pires se trouvaient principalement dans les institutions pour enfants handicapés. L'hôpital psychiatrique pour enfants de Siret, par exemple, manquait à la fois de médicaments et d'installations sanitaires, et les abus physiques et sexuels sur les enfants étaient courants. Dans un autre cas, celui de l'institution pour enfants handicapés de Sighetu Marmației, les enfants étaient souvent attachés à leur propre lit ou retenus dans leurs propres vêtements.
Le personnel n’ayant pas réussi à les habiller, les enfants passaient leur journée nus et se retrouvaient assis dans leurs propres excréments et leur urine. Les infirmières qui travaillaient dans ces institutions n’étaient pas correctement formées et maltraitaient souvent les enfants. L'eau des bains était sale et les enfants y étaient baignés par groupe de trois. En raison des abus subis de la part du personnel, les enfants plus âgés battaient les plus jeunes. Tous les enfants, y compris les filles, avaient la tête rasée, ce qui rendait difficile de les différencier. Beaucoup d’entre eux avaient un développement cognitif retardé et beaucoup ne savaient pas comment se nourrir.
Les besoins physiques des enfants n’étaient pas satisfaits, et de nombreux enfants mouraient de maladies ou de blessures mineures telles que la cataracte ou l’anémie, ou de faim. Les blessures physiques liées au développement comprenaient des fractures qui n’avaient pas bien guéri, entraînant des membres déformés.
Certains enfants des orphelinats ont été infectés par le VIH/SIDA en raison de la pratique consistant à utiliser des instruments non stérilisés. En plus de la détresse liée à la vie dans un orphelinat, les enfants étaient confrontés à du stress supplémentaire lorsqu’ils étaient déplacés d’un orphelinat à un autre sans en avoir été informés à l’avance. En général, ils devaient changer d’établissement une première fois à l’âge de trois ans, puis une seconde fois à l’âge de six ans. Le sort le plus dur était réservé aux enfants jugés « irrécupérables », considérés comme « improductifs » et affectés au ministère du Travail. Après la chute du régime, d'anciens membres du personnel ont affirmé que les châtiments corporels infligés à tous les enfants étaient encouragés comme une « discipline appropriée » et que les membres du personnel qui ne battaient pas les enfants étaient considérés comme faibles.

## Nombre d'enfants dans les orphelinats
Le nombre réel d’enfants qui vivaient dans des orphelinats à l’époque communiste n’est pas connu, car il n’est pas possible d’obtenir des données fiables sur les pratiques et les politiques qui ont eu lieu sous le régime. Selon certaines sources, en 1989, environ 100 000 enfants vivaient dans des orphelinats. D’autres sources estiment ce chiffre à 170 000. Au total, on estime qu’environ 500 000 enfants ont été élevés dans des orphelinats.

## Abus liés à l'adoption internationale
Après la chute du régime communiste, et après que les conditions de vie dans les orphelinats ont été rendues publiques, l’adoption a été promue comme une solution. En conséquence, un grand nombre d’enfants ont été adoptés par des étrangers dans les années 1990 et au début des années 2000. Néanmoins, de nombreuses irrégularités ont été constatées, alimentées par la corruption et une réglementation laxiste. En conséquence, en 2004, le gouvernement a interdit l’adoption internationale, sauf par les grands-parents des enfants. L'interdiction a été votée sous la pression de l'UE, à laquelle la Roumanie a adhéré en janvier 2007, et ce afin de mettre un terme aux abus du système.

## Améliorations
Alors que la réalité de la vie dans les orphelinats roumains est devenue publique après décembre 1989, le choc a l'international était massif, et de nombreuses organisations caritatives ont été créées. De nombreuses activités de collecte de fonds ont été menées par diverses parties, comme l'album Nobody's Child: Romanian Angel Appeal de 1990, compilé par George et Olivia Harrison pour les orphelins infectés par le sida. En plus des collecteurs de fonds, les Occidentaux ont adopté de nombreux enfants roumains. Cependant, des lois très strictes ont empêché de nombreuses adoptions et le processus d’adoption est ensuite devenu plus complexe.
En septembre 2005, Emma Nicholson, rapporteur du Parlement européen pour la Roumanie, a déclaré : « La Roumanie a profondément réformé [de fond en comble] son système de protection de l'enfance et est passée de l'un des pires systèmes d'Europe à l'un des meilleurs ».
L’amélioration de la situation des orphelins était une condition d’entrée de la Roumanie dans l’Union européenne, mais une enquête menée en 2009 par le journaliste de la BBC Chris Rogers a révélé que les conditions dans certaines institutions étaient toujours très mauvaises et qu’un grand nombre de personnes institutionnalisées et traumatisées étaient toujours détenues dans des conditions inadéquates, beaucoup d’entre elles étant apparemment entrées dans le système après Ceauşescu. À cette époque, les institutions hébergeaient des adultes qui ne recevaient pas de soins médicaux adéquats et qui souffraient de blessures et de problèmes physiques en raison de soins inappropriés. Début 2011, deux organisations caritatives britanniques, Hope and Homes for Children et ARK, ont lancé un plan visant à achever la réforme des systèmes roumains de protection de l'enfance et à fermer tous les grands foyers pour enfants en Roumanie.

## Effets sur les enfants
En raison de la négligence dont les enfants ont été victimes, beaucoup d’entre eux ont grandi avec des retards physiques et mentaux. Les enfants présentant des retards ou des troubles mentaux évidents ont reçu de faux diagnostics de la part d’infirmières ou de médecins non formés. Selon Jon Hamilton, « une grande partie de ce que les scientifiques savent sur le lien parental et le cerveau provient d'études sur des enfants qui ont passé du temps dans des orphelinats roumains dans les années 1980 et 1990 ». Les conditions de vie dans les orphelinats ont montré que non seulement la nutrition est essentielle au développement de l'enfant, mais aussi le contact humain de base.
En raison du manque de contact humain, les bébés se sont développés sans stimulation, et ont dû recourir à des pratiques d'auto-stimulation telles que le battement des mains ou le balancement d'avant en arrière. En raison de ces caractéristiques, les enfants étaient souvent diagnostiqués à tort comme souffrant de troubles mentaux et contraints de déménager dans une autre institution. Ils ont également reçu des médicaments psychiatriques pour traiter leurs comportements, ou ont été attachés à leur lit pour éviter de s'automutiler.
Même après avoir été adoptés, les enfants avaient du mal à créer des liens avec leurs nouveaux parents. Lors des tests des réponses des enfants en comparaison avec d'autres enfants, les scientifiques ont surveillé leurs réponses cérébrales à la vue de leur mère adoptive ou d'une femme inconnue. Les résultats, selon le scientifique Nim Tottenham, indiquent : « Le signal de l'amygdale ne permettait pas de distinguer maman des étrangers ». Selon d'autres études IRM, les enfants qui ont grandi dans des orphelinats roumains avaient un cerveau physiquement plus petit que la moyenne des enfants qui se développaient correctement.
Selon la théorie de l'attachement, « le principe le plus important de la théorie de l'attachement est qu'un nourrisson a besoin de développer une relation avec au moins un soignant principal pour son développement social et émotionnel réussi, et en particulier pour apprendre à réguler efficacement ses émotions. » Dans les orphelinats roumains, les enfants s'étaient habitués à la négligence dès leur plus jeune âge. En raison de la difficulté à former un lien émotionnel avec les autres, comme les parents adoptifs, les enfants ont eu du mal à s’adapter à leur nouvelle vie après avoir été adoptés.
En plus de ces effets physiques, les attributs juridiques du désaveu comprennent la perte du nom de famille légal, en plus de l'attribution de numéros en guise de prénom. Les jeunes enfants amenés dans les orphelinats ne se souviennent généralement pas de leur nom et, pour cette raison, ils étaient nommés par leurs gardiens.

## Statistiques
Nombre d'enfants pris en charge par l'État entre 1997 et 2022 :
| #   | Année | Nombre total d'enfants pris en charge par l'État | Nombre vivant dans des orphelinats |
| --- | ----- | ------------------------------------------------ | ---------------------------------- |
| 1.  | 1997  | 51 468                                           | 39,569                             |
| 2.  | 1998  | 55 641                                           | 38,597                             |
| 3.  | 1999  | 57 087                                           | 33,356                             |
| 4.  | 2000  | 87 753                                           | 57,181                             |
| 5.  | 2001  | 87 889                                           | 57,060                             |
| 6.  | 2002  | 87 867                                           | 49,965                             |
| 7.  | 2003  | 86 379                                           | 43,092                             |
| 8.  | 2004  | 84 445                                           | 37,660                             |
| 9.  | 2005  | 83 059                                           | 32,821                             |
| 10. | 2006  | 78 766                                           | 28,786                             |
| 11. | 2007  | 73 793                                           | 26,599                             |
| 12. | 2008  | 71 047                                           | 24,979                             |
| 13. | 2009  | 68 858                                           | 24,227                             |
| 14. | 2010  | 64 878                                           | 23,103                             |
| 15. | 2011  | 63 689                                           | 23,240                             |
| 16. | 2012  | 60 687                                           | 22,798                             |
| 17. | 2013  | 60 078                                           | 22,189                             |
| 18. | 2014  | 58 178                                           | 21,540                             |
| 19. | 2015  | 57 279                                           | 20,291                             |
| 20. | 2016  | 56 866                                           | 19,369                             |
| 21. | 2017  | 55 302                                           | 18,197                             |
| 22. | 2018  | 52 783                                           | 17,096                             |
| 23. | 2019  | 50 401                                           | 15,572                             |
| 24. | 2020  | 48 031                                           | 13,961                             |
| 25. | 2021  | 45 212                                           | 12,890                             |
| 26. | 2022  | 42 029                                           | 11,629                             |